# Славко Стојановић
Славко Стојановић (Осијек, 1. јун 1930 — Вормс, 4. децембар 2012) био је југословенски фудбалер. Играо је на позицији голмана. Спадао је међу најбоље југословенске голмане свога времена.

## Фудбалска каријера
Фудбалску каријеру је започео у родном Осјеку у клубу Ударник (1945-47), који затим постаје Пролетер из Осјека (1947-51). За Ударник/Пролетер је одиграо укупно 104 утакмице. Године 1951. прелази у ФК Партизан. За Партизан је одиграо 382 утакмице, од тога 135 првенствених. У Партизану је остао упамћен по томе што је његовим голом одлучен 20. вечити дерби (2. јуна 1957. године). У то време је било неуобичајено да голмани шутирају пенале, међутим Стојановић је извео пенал и дао победоносни гол (Партизан је победио са 1:0). У Партизану је остао до 1960. године. Са „црно-белима“ је три пута освајао Куп Маршала Тита (1952, 1954, 1957), а први је својио победом над Црвеном звездом у финалној утакмици, резултатом 6:0.
Од 1952. до 1958. године је бранио за репрезентацију Југославије и у том периоду је носио дрес Југославије 8 пута. Први пут је наступио у репрезентацији 21. септембра 1952. године, против Аустрије (4:2) у Београду, а последњи меч је одиграо 14. септембра 1958. против Аустрије (4:3) у Бечу. Док је играо за репрезентацију Југославија није ни једном изгубила.
Након одласка из Партизана, 1960. године, прелази у НК Ријека у којој остаје до 1962. године, а потом у немачки клуб ФК Ворматија Вормс. За Вормс је играо у 148 лигашких утакмица. У овом клубу је завршио голманску каријеру.
Након завршетка играчке каријере Славко Стојановић је радио као фудбалски тренер. Прво у немачком клубу Германија Ајх, а касније у Ворматији.